# Pristimera brianii
Pristimera brianii är en benvedsväxtart som först beskrevs av N.Hallé, och fick sitt nu gällande namn av R.H.Archer. Pristimera brianii ingår i släktet Pristimera och familjen Celastraceae. Inga underarter finns listade.